# Auyantepui
Auyantepui (scritto anche come Auyantepuy, Auyan-Tepui oppure Aiyan-tepui), che in lingua pemon significa "Montagna del Diavolo", è un tepui in Venezuela. È il più famoso e visitato di questo tipo di alture. Si estende per circa 700 km² sullo scudo della Guiana nello Stato di Bolivar.
Salto Angel, la cascata più alta sulla Terra, ha le sue origini su questo tepui.
Auyantepui divenne famoso quando nel 1933 le cascate vennero scoperte per caso da Jimmie Angel, un pilota d'aereo in cerca di oro minerale nella regione. Durante un viaggio di ritorno nel 1937, Angel schiantò il suo piccolo aeroplano, Flamingo, sulla cima della montagna, e ci vollero 11 giorni perché lui e i suoi compagni potessero scendere dalla cima.
Dato l'isolamento con il territorio circostante, l'altopiano ospita circa 25 specie uniche di anfibi e rettili, come diverse specie di uccelli. Come diversi tepui, ospita una grande varietà di flora.